# Marin Radu
Marin Radu (Mareş, 15 marzo 1956) è un ex calciatore rumeno, di ruolo attaccante.

## Palmarès

### Squadra

#### Competizioni nazionali
- Campionato rumeno: 3

Argeş Piteşti: 1978-1979
Steaua Bucarest: 1984-1985, 1985-1986
- Coppa di Romania: 1

Steaua Bucarest: 1984-1985

#### Competizioni internazionali
- Coppa dei Campioni: 1

Steaua Bucarest: 1985-1986
- Supercoppa UEFA: 1

Steaua Bucarest: 1986

#### Individuale
- Capocannoniere del campionato rumeno: 2

1978-1979 (22 gol), 1980-1981 (28 gol)